# Agnes von Österreich (1151–1182)

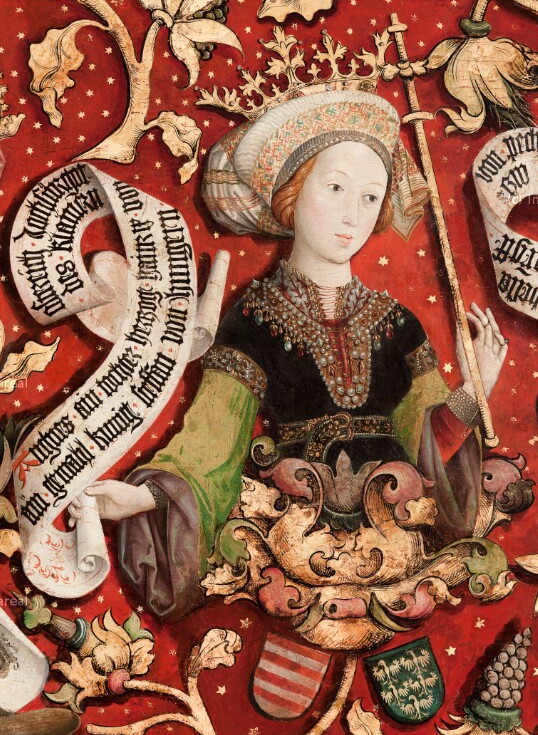
Historisierte Darstellung Agnes’ von Österreich auf dem Tafelbild Babenberger-Stammbaum (zwischen 1489 und 1492) von Hans Part

Agnes von Österreich (* 1151 oder 1154; † 13. Jänner 1182) aus dem Hause Babenberg war Königin von Ungarn und Herzogin von Kärnten.

## Leben
Sie wurde als älteste Tochter von Herzog Heinrich II. Jasomirgott von Österreich und Bayern (* 1107; † 1177) und dessen zweiter Gemahlin Theodora Komnena geboren.
In erster Ehe wurde sie im Jahr 1166/67 (oder 1168) mit dem ungarischen König Stephan III. vermählt. Die Ehe wurde durch Stephans Mutter Euphrosina, einer Kiewer Prinzessin, die gute Kontakte zu den deutschen Fürstentümern pflegte, vermittelt. Das Paar blieb kinderlos und Stephan starb bereits nach sechsjähriger Ehe im Alter von 25 Jahren, Gerüchten zufolge durch einen Giftmord. Nach dem frühen Tod ihres Gatten kehrte die junge Agnes nach Österreich zurück.
Im Jahr 1173 heiratete sie Hermann II., den Herzog von Kärnten. Die Ehe war ebenfalls nur von kurzer Dauer, da Herzog Hermann acht Jahre später verstarb. Herzogin Agnes starb ein Jahr nach ihm. Aus dieser Ehe entstammten ihre beiden Söhne Ulrich und Bernhard, die nacheinander Herzöge von Kärnten wurden. Ulrich III., der Sohn und Nachfolger des jüngeren Sohnes Bernhard, verstarb kinderlos, womit Kärnten zuerst an Böhmen und später an Österreich fiel.
Herzogin Agnes wurde in der Krypta der Wiener Schottenkirche an der Seite ihrer Eltern beigesetzt.

## Nachkommen
- Ulrich II. (* 1176; † 1202), Herzog von Kärnten (1181–1202)
- Bernhard II. (* 1180; † 1256), Herzog von Kärnten (1202–1256)